# Petr Faldyna
Petr Faldyna (* 11. Juli 1976 in Frýdlant nad Ostravicí) ist ein ehemaliger tschechischer Fußballspieler.

## Vereinskarriere
Faldyna begann im Alter von sechs Jahren mit dem Fußballspielen bei Spartak Frýdlant nad Ostravicí. 1990 wechselte der Stürmer zu VP Frýdek-Místek. Sein Debüt in der 2. Liga feierte Faldyna in der Saison 1993/94.
In der Saison 1995/96 absolvierte Faldyna seinen Wehrdienst bei Dukla Hranice in der vierten Liga und kehrte anschließend nach Frýdek-Místek zurück. Im Frühjahr 1999 war der Angreifer an den Drittligisten Biocel Vratimov ausgeliehen. Im Herbst 1999 wechselte Faldyna zum FC Synot und trug mit fünf Toren in 17 Spielen zum Aufstieg der Mannschaft in die Gambrinus Liga bei, allerdings blieb er dort in der Spielzeit 2000/01 ohne Einsatz. Die Rückrunde der Saison verbrachte er beim Zweitligisten SK LeRK Prostějov, im Herbst 2001 spielte er auf Leihbasis beim Ligakonkurrenten 1. HFK Olomouc.
Faldyna wechselte Anfang 2002 zum damaligen Drittligisten FK Kunovice, mit dem der Stürmer in die 2. Liga aufstieg. In der Saison 2002/03 erzielte er zwölf Treffer in 29 Begegnungen. Zu Beginn der folgenden Spielzeit 2003/04 schoss er vier Tore in vier Spielen und wechselte daraufhin zum Erstligisten SFC Opava. Dort kam er meist als Einwechselspieler zum Einsatz und schoss ein Tor.
Im Sommer 2004 kehrte Faldyna nach Kunovice zurück. Anfang 2006 wechselte er zum SK České Budějovice. Mit insgesamt 19 Toren wurde der Angreifer Torschützenkönig der Zweitligasaison 2005/06. Von 2006 bis 2009 stand Faldyna beim FC Vysočina Jihlava unter Vertrag. Im Juni unterschrieb der Stürmer einen Ein-Jahres-Vertrag beim slowakischen Erstligaaufsteiger FK Senica.
Ende 2010 beendete er seine Karriere.